# 미타케촌 (나가노현)
미타케촌(三岳村)은 나가노현 기소군에 있던 촌이다.

## 역사
- 1874년 9월 7일 - 지쿠마현 지쿠마군 미오 촌·구로사와 촌이 합병해 미타케 촌이 되었다.
- 1876년 8월 21일 - 나가노현의 소속이 되었다.
- 1878년 1월 4일 - 군구정촌 편제법 시행으로 니시치쿠마 군 소속이 되었다.
- 1889년 4월 1일 - 정촌제 시행과 함께 미타케촌 단독으로 자치체를 형성하였다.
- 1968년 5월 1일 - 니시치쿠마군이 기소군으로 개칭하였다
- 2005년 11월 1일 - 기소후쿠시마정, 히요시촌, 가이다촌과 합병해 기소정이 성립하였다. 동일 미타케촌은 폐지되었다.